# شكل موجي

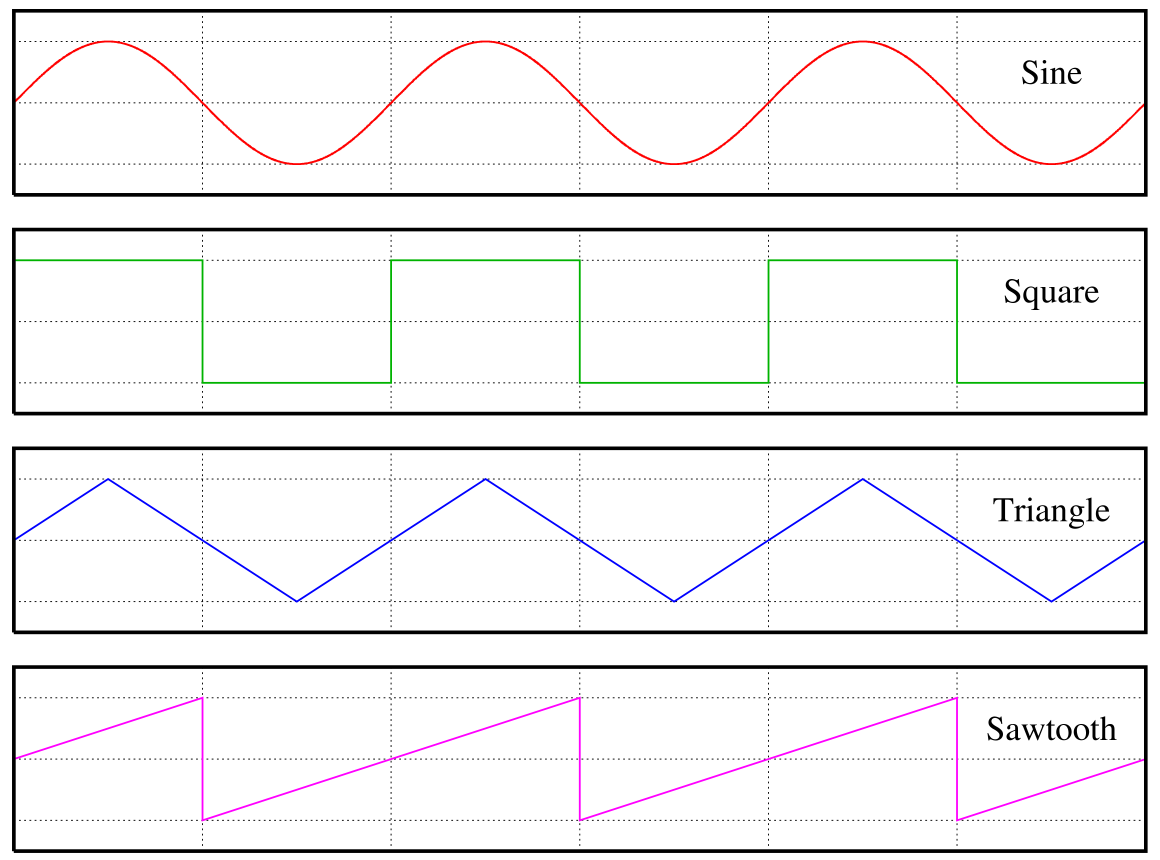
أشكال موجية مختلفة

الشكل الموجي هو شكل وهيئة (الاتجاه الذي يأخذه منحناها إما بالزيادة أو النقصان) إشارة - مثلاً موجة - تتحرك في وسط صلب أو سائل أو غازي، سواء أكانت موجة مائية على سطح الماء أو موجة اهتزازية على وتر مرن. وفي حالات عديدة لا يسمح الوسط الذي تبدأ الموجة بالانتشار فيه برؤية صورة مباشرة لهيئة الموجة. وفي هذه الحالات، مصطلح «شكل الموجة» يُشير إلى شكل رسم بياني لتغيّر قوة الموجة نتيجة لمرور الوقت أو ابتعاد الموجة. وهناك جهاز يسمى راسم الإشارة بالإمكان استخدامه لتسجيل تغير قوة الموجة كصورة مكررة على شاشة أنبوب الأشعة المهبطية أو شاشة الكرستال السائل.
وفي بعض النصوص (الكتب والمقالات...إلخ) يتم استخدام كلمة الشكل الموجي للتعبير عن شكل المنحني لأي كمية تتغير بالنسبة للوقت مجازياً وذلك بالاعتماد على التعريف السابق.
ومن الأشكال الموجية الدورية الشائعة: «منحنى الجيب» و«الموجات المربعة» و«المثلثة».